# Antef I.
Antef I., auch Anjotef I. oder Intef I., war ein altägyptischer König (Pharao) der 11. Dynastie (Mittleres Reich), welcher etwa von 2133 bis 2121 v. Chr. in Oberägypten regierte.

## Herkunft
Dieser Herrscher war eventuell ein Sohn des Mentuhotep I. und Bruder von Antef II.

## Herrschaft
Zunächst nur thebanischer Fürst, dehnte Antef seinen Herrschaftsbereich auf mehrere Nachbargaue aus und nahm später den Königstitel an, allerdings ohne den Thronnamen. Die nördliche Grenze seines Herrschaftsgebietes war wohl Dendera, sechster oberägyptischer Gau.

## Sein Grab
Es handelt sich um das als Saff el-Dawaba bezeichnete Großgrab.
Im Museum in Kairo befindet sich eine Grabstele eines Gaufürsten und Aufsehers der Priester namens Antef, die man in die Zeit um 2115 v. Chr. datiert. Sie stammt aus Dra Abu el-Naga und wird häufig der 9. Dynastie zugerechnet, weil dieser Antef wohl noch den Königen in Herakleopolis tributpflichtig war.